# Oštarijska vrata
Oštarijska vrata – przełęcz w Chorwacji, w paśmie górskim Welebitu.

## Opis
Przełęcz znajduje się na wysokości 928 m n.p.m. Dzieli Welebit na dwie części: wyższą południowo-wschodnią i niższą północno-zachodnią. Poprowadzono przez nią drogę z Gospicia do Karlobagu.
W jej najwyższym punkcie wzniesiono kamienny pomnik i schody składające się z 38 stopni.